# Kosmos 1267
Kosmos 1267 (ryska: Космос 1267) eller TKS-2 var en obemannad flygning av den sovjetiska TKS-farkosten. Det var den andra flygningen av hela TKS-farkosten. Farkosten sköts upp med en Protonraket från Kosmodromen i Bajkonur den 25 april 1981. VA-kapseln återvände till jorden den 24 maj 1981. FGB-modulen fortsatte i sin omloppsbana runt jorden och dockade med den sovjetiska rymdstationen Saljut 6 den 19 juni 1981.
Den förblev dockad med rymdstationen fram till de båda återinträdde i jordens atmosfär och brann upp den 29 juli 1982.